# اشفاق احمد

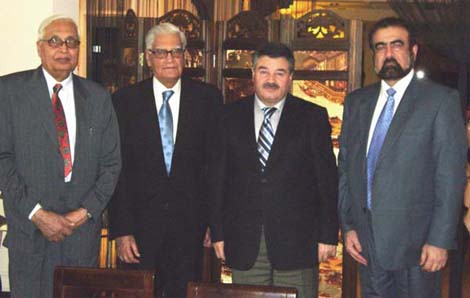

اشفاق احمد (انگلیسی: Ishfaq_Ahmad؛ زاده ۳ نوامبر ۱۹۳۰) یک فیزیک‌دان محقق و مهندس اهل پاکستان بود.